# Gà Bianca di Saluzzo
Gà Bianca di Saluzzo là giống gà truyền thống có nguồn gốc ở vùng Piemonte của tây bắc nước Ý. Cái tên của nó xuất phát từ hoặc là từ thị trấn Saluzzo, ở tỉnh Cuneo, hoặc từ vùng Marquisate của Saluzzo (cũ), mà xấp xỉ trùng với khu vực phân bố của nó. Nó cũng có thể được gọi là Bianca di Cavour, sau thị trấn Cavour gần đó, ở tỉnh Turin.

## Lịch sử
Gà Bianca di Saluzzo đã từng có số lượng phân bố rất dồi dào ở vùng Piemonte, đặc biệt là trong khu vực Marquisate của Saluzzo trong lịch sử và ở các vùng miền láng giềng láng giềng như Cavour, Villafranca và Garzigliana. Trong những năm 1960, công nghiệp hóa nông nghiệp và thâm canh nông nghiệp đã gây ra một sự suy giảm trong số lượng giống, mà vì chúng chỉ thích hợp cho quản lý tự do theo kiểu chăn nuôi thả vườn.
Quá trình tái phục hồi bắt đầu vào năm 1999 dưới sự bảo trợ của Istituto Professionale của l'Agricoltura e l'Ambiente (Viện chuyên nghiệp vì nông nghiệp và môi trường) của Verzuolo, ở tỉnh Cuneo. Một tiêu chuẩn giống đã được gửi đến Federazione Italiana Associazioni Avicole, liên đoàn các hiệp hội gia cầm Ý. Hiện nay, số lượng giống vẫn thấp. Một nghiên cứu được công bố năm 2007 sử dụng một con số xấp xỉ 700 cho tổng số lượng giống, trong đó khoảng 200 con gà trống. 

## Đặc điểm
Gà Bianca di Saluzzo có lông màu trắng, với da vàng, chân và thùy tai. Chúng có chiếc mồng đơn khá lớn với 4-6 điểm trên đỉnh mồng. Trọng lượng trung bình là 2,5–2,7 kg (5,5–6,0 lb) đối với gà trống, 2,0–2,1 kg (4,4–4,6 lb) đối với gà mái. Trứng gà có vỏ màu trắng và nặng khoảng 50g. Gà Bianca di Saluzzo là giống gà kiêm dụng. Gà mái bắt đầu đẻ từ 6–7 tháng, và có thể đẻ khoảng 180 quả trứng mỗi năm. Đối với việc giết mổ lấy thịt, gà có thể đạt trọng lượng cuối cùng 1,7-1,8 kg vào khoảng 22 tuần; gà tơ nặng khoảng 3 kg sau 30 tuần.